# Eveready Harton in Buried Treasure
"Buried Treasure" Featuring Eveready Harton, también conocida como Pecker Island, es un cortometraje de dibujos animados pornográficos para adultos realizado en los Estados Unidos en 1928 o 1929. Describe las aventuras sexuales de Eveready Harton (un juego de palabras con "erección siempre lista"), cuyo pene cómicamente sobredimensionado y perpetuamente excitado a veces se desprende y actúa por sí solo.
En el transcurso de la película, Eveready tiene una variedad de relaciones sexuales con una mujer, un hombre, un burro y una vaca. La película muda, en blanco y negro y de seis minutos y medio fue producida de forma anónima, y pudo haber sido un proyecto conjunto de tres estudios para una fiesta privada de la industria de la animación.

## Trama
Una tarjeta de título dice que Eveready ha escapado de "una banda de Hoary Amazens [sic]" con "su tesoro", finalizando en una isla desierta. Eveready está durmiendo y se despierta con dos moscas zumbando alrededor de la cabeza de su pene erecto. Él les dispara, haciendo que el pene se separe brevemente y se oculte. Después de volver a colocarlo, mira a su alrededor con binoculares y espía perros, serpientes y pájaros teniendo sexo, y luego una mujer masturbándose con un consolador. Él va hacia ella, primero usando una rueda para sostener su pene, luego usándolo como una tercera pierna.
La mujer invita a Eveready a acariciar su pecho. Después de lamerlo y apretarlo, y le echa leche en la boca, lo cual él agradece. Sus labios se extienden para besar la cabeza del pene de Eveready. Intenta penetrar su vagina, pero no puede porque está bloqueada: se quita un despertador y un zapato antes de poder hacerlo. De repente, un cangrejo rompe el pene, se sale y huye, con el cangrejo aferrándose a él con su garra. Eveready corre tras el pene, que finalmente se deshace del cangrejo eyaculando sobre él y se vuelve a unir a él.
Eveready ve a una mujer cubierta hasta los hombros por un gran montón de arena. Él "entierra" su pene en el montón de arena, que se cae, revelando que en realidad ha penetrado analmente a un anciano que estaba teniendo sexo con la mujer debajo de la arena. Eveready se escapa, pero su pene está atrapado dentro del anciano, arrastrándolo detrás. Con un poco de esfuerzo, saca el pene y luego golpea el órgano doblado para que vuelva a estar en forma.
Eveready se acerca a un hombre que tiene sexo con un burro y lo desafía a una pelea de espadas usando sus penes. Gana mordiendo el eje del otro hombre, que se debilita. El burro invita a Eveready a que se haga cargo, pero salta fuera del camino cuando él salta para penetrarla, lo que hace que aterrice en un cactus en su lugar, incrustando espinas en su pene, que debe extraer.
"Desalentado y desanimado", Eveready nota una cerca de madera con una vaca al otro lado. Mete su pene a través de un agujero en la cerca, y la vaca lo lame ansiosamente, para su placer.

## Historia

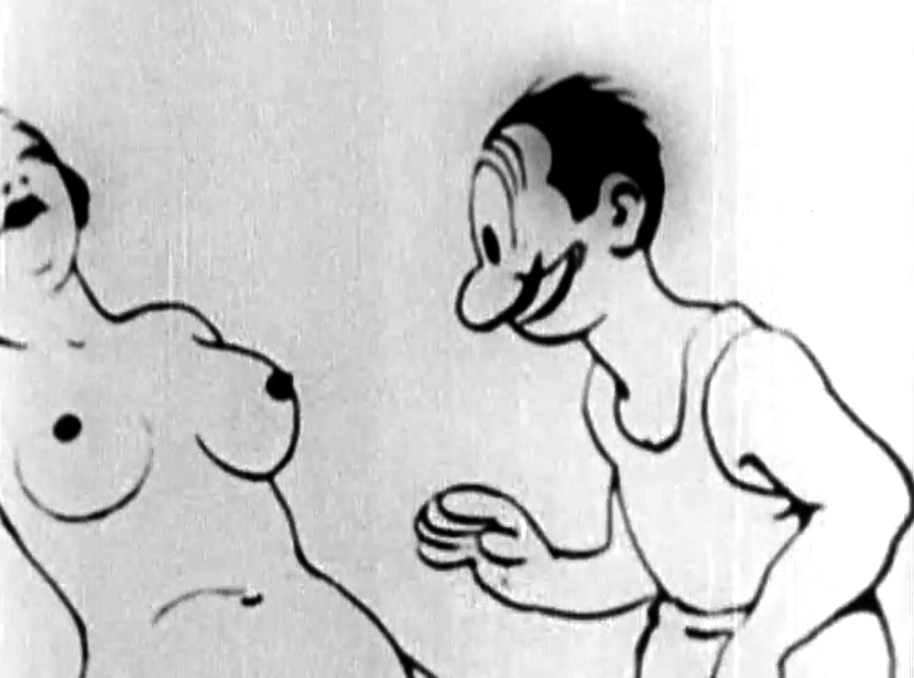
Imagen de Eveready Harton

Según el libro de Karl F. Cohen de 1997, Forbidden Animation: Censored Cartoons and Blacklisted Animators in America, se rumoreaba que los laboratorios cinematográficos estadounidenses se negaron a procesar la película y que tuvo que ser desarrollada en Cuba. Se desconocen los artistas, pero un rumor generalizado afirma que un grupo de famosos animadores crearon la película para una fiesta privada en honor a Winsor McCay. El animador de Disney Ward Kimball dio el siguiente relato de la historia del cortometraje:
La primera caricatura pornográfica se hizo en Nueva York. Se llamó "Eveready Harton" y se hizo a fines de la década de 1920, en silencio, por supuesto, por tres estudios. Cada uno hizo una parte sin decirle a los otros estudios lo que estaban haciendo. El estudio A terminó la primera parte y entregó el último dibujo al estudio B [. . . ] Participaron Max Fleischer, Paul Terry y el estudio Mutt and Jeff. No vieron el producto terminado hasta la noche del gran espectáculo. Un par de chicos que estaban allí me cuentan que la risa casi voló el techo del hotel donde la estaban proyectando.
Cuando se proyectó una copia del corto en San Francisco a fines de la década de 1970, las notas del programa atribuyeron la animación a George Stallings, George Cannata, Rudy Zamora Sr. y Walter Lantz. El corto circuló de manera informal, mostrado solo en pequeños festivales o fiestas clandestinas, hasta 2002, cuando se incluyó en la compilación estrenada en cines The Good Old Naughty Days.